# 华西绣线菊
华西绣线菊（学名：Spiraea laeta），为蔷薇科绣线菊属下的一个植物种。分布于湖北、四川、云南，海拔1200-2500米的山坡杂木林下或灌丛中。

## 变种
- 华西绣线菊毛叶变种（S. laeta var. subpubescens），分布于湖北、甘肃。
- 华西绣线菊细叶变种（S. laeta var. tenuis），分布于四川西部，海拔2700-3150米的高山溪沟边。